# 김완수 (1981년)
김완수(한국 한자: 金完秀, 1981년 6월 5일 ~ )는 대한민국의 전 축구 선수이며, 포지션은 공격수였다.